# WorkPLAN
Los sistemas de gestión empresarial WorkPLAN incluyen el software ERP WorkPLAN Enterprise y el software de gestión de proyectos MyWorkPLAN, desarrollados por Sescoi para fabricantes, empresas y departamentos que trabajan basándose en proyectos y necesitan un software especializado.
Los usuarios de este ERP pertenecen a los siguientes campos de actividad: Ingeniería, automoción y aeroespacial, fabricación de moldes y matrices, fabricación de modelos, prototipos o máquinas especiales y mecánica general.

## Historia
La primera versión del software ERP WorkPLAN fue lanzada por Sescoi en el año 1992. Este producto inicial ha llegado hasta la versión 12, lanzada en el 2006.
WorkPLAN fue introducido en España en el año 2002.
Una nueva generación de la gama WorkPLAN ERP fue desarrollada a partir del año 2003 y lanzada como dos productos complementarios. El primero de ellos es MyWorkPLAN, un ERP modular para la gestión de proyectos cuya primera versión fue lanzada en el 2006. El segundo es WorkPLAN Enterprise, un ERP para empresas que fabrican basándose en proyectos, cuya primera versión fue lanzada en el 2008. Estos dos nuevos productos disponen de una interfaz de usuario rediseñada, que incluye un árbol desplegable para la navegación entre objetos.
En el año 2009 se lanzó la versión 3 de los productos MyWorkPLAN y WorkPLAN Enterprise. En noviembre de 2009 esta versión fue certificada oficialmente por SAP AG. La versión 3 de MyWorkPLAN y WorkPLAN Enterprise puede recibir y enviar datos al ERP SAP. Esto es habitual en empresas que usan SAP a nivel corporativo y usan en paralelo WorkPLAN o MyWorkPLAN para gestionar la planificación y la captura de tiempos en departamentos de ingeniería o de fabricación que trabajan basándose en proyectos.
La versión 4 fue lanzada en la feria Euromold celebrada en diciembre de 2010, e incluye nuevas herramientas para la gestión de la relación con los clientes (Customer relationship management) y una combinación de métodos de planificación detallada y simplificada. También incluye una interfaz de usuario actualizada, un nuevo acceso Web a la base de datos y nuevas funciones para administrar la producción por lotes.

## Funciones
Las soluciones WorkPLAN son soluciones de tipo ERP que permiten automatizar y gestionar las actividades económicas más importantes como los costes del proyecto, ofertas, pedidos, planificación, gestión documental, análisis de ficheros 3D, listas de materiales, calidad, pantalla táctil para control de presencia y para captura de tiempo invertido en actividades, compras y gestión de existencias.

## Tecnología
La primera versión del software ERP WorkPLAN fue programada con Unify VISION, y utilizaba Unify DataServer como motor de base de datos, proporcionado por la empresa norteamericana Unify.
Los dos nuevos productos MyWorkPLAN y WorkPLAN Enterprise han sido programados con los lenguajes PowerBuilder, Delphi y C++, y utilizan MySQL como motor de la base de datos. Ambos productos usan tecnología de la empresa norteamericana Tom Sawyer, para la visualización y creación gráfica de enlaces entre tareas.

## Interfaces con otros sistemas
WorkPLAN Enterprise y MyWorkPLAN disponen de interfaces con los siguientes tipos de software:
a) Microsoft Office, Microsoft Project y Open Office

b) Sistemas de contabilidad (Sage, Quickbooks, Datev, Cegid, EBP, Varial, etc.)

c) Sistemas de nóminas

d) Otros sistemas ERP (SAP, Navision, etc)

e) Software CAM (WorkNC)

f) Sistemas CAD y PLM para importar listas de materiales (VisiCAD, Think3, TopSolid, AutoCAD, Cimatron, Pro/Engineer, Unigraphics, etc.)

g) Sistemas CAD/CAM para analizar y visualizar archivos CAD de los siguientes formatos: STEP, IGES, CATIA V4 & V5, Unigraphics, SolidWorks, SolidEdge, Pro/E, Parasolid, STL, etc, con la opción de usar WorkXPlore 3D de forma integrada

h) Software de planificación avanzada APS (Ortems y Preactor)

i) Sistemas CRM (Sage Vente Parner, etc)

j) Sistemas de fabricación, mediante la herramienta XML Agent